# Jane Eyre (film, 1996)
A Jane Eyre 1996-ban bemutatott amerikai–brit–francia–olasz romantikus filmdráma. melyet Franco Zeffirelli rendezett. A film alapjául Charlotte Brontë azonos című, 1847-ben megjelent regénye szolgált. A főbb szerepekben Charlotte Gainsbourg, William Hurt, Anna Paquin és Joan Plowright látható.

## Szereplők
| Színész                | Szerep                   | Magyar hang         |
| ---------------------- | ------------------------ | ------------------- |
| Charlotte Gainsbourg   | Jane Eyre                | Kiss Virág          |
| William Hurt           | Edward Fairfax Rochester | Széles László       |
| Anna Paquin            | fiatal Jane Eyre         | Nemes Takách Kata   |
| Joan Plowright         | Mrs. Fairfax             | Molnár Piroska      |
| Fiona Shaw             | Mrs. Reed                | Földi Teri          |
| John Wood              | Mr. Brocklehurst         | Bács Ferenc         |
| Geraldine Chaplin      | Miss Scatcherd           | Venczel Vera        |
| Amanda Root            | Miss Temple              | Papp Ági            |
| Leanne Rowe            | Helen Burns              | Mánya Zsófia        |
| Richard Warwick        | John                     | Holl Nándor         |
| Judith Parker          | Leah                     |                     |
| Josephine Serre        | Adele Varens             | Molnár Ilona        |
| Billie Whitelaw        | Grace Poole              | Fodor Zsóka         |
| Elle Macpherson        | Blanche Ingram           | Xantus Barbara      |
| Julian Fellowes        | Dent ezredes             |                     |
| Edward de Souza        | Mason                    | Palóczy Frigyes     |
| Peter Woodthorpe       | Briggs                   | Szabó Ottó          |
| Ralph Nossek           | Wood tiszteletes         | Juhász Tóth Frigyes |
| Maria Schneider        | Bertha                   | Vennes Emmy         |
| Samuel West            | St. John Rivers          | Kőszegi Ákos        |
| Charlotte Attenborough | Mary Rivers              | Zsurzs Kati         |
| Sheila Burrell         | Lady Eshton              | Gyimesi Pálma       |
| Miranda Forbes         | Lady Ingram              | Némedi Mari         |

## Díjak

### David di Donatello-díj
- 1996 – Jenny Beavan (legjobb jelmez)